# 布倫特·斯考克羅夫特
布倫特·斯考克羅夫特（英語：Brent Scowcroft；1925年3月19日—2020年8月6日），是美國政治人物、美國空軍退役中將，曾在福特總統和喬治·H·W·布什總統時期擔任美國總統國家安全事務助理。斯考克羅夫特自美國陸軍西點軍校畢業後，1947年加入甫成立的美國空軍，在美軍中歷任西點軍校俄國史教授、美國駐前南斯拉夫大使館（現駐塞爾維亞大使館）空軍副武官、美國空軍學院政治系主任、美國國防部長室國際安全助理、美軍參謀長聯席會議主席特別助理、理查·尼克森總統軍事助理。退役後擔任的公職除國安助理外，尚包括包括總統軍控諮詢委員會委員、總統戰略部隊委員會委員、總統國防管理藍絲帶委員會委員、總統特審委員會委員。

## 荣誉

### 外国勋章奖章
- 旭日大绶章（日本，2015年11月3日公布[4]）